# Nicolaas Wilhelmus Posthumus
Nicolaas Wilhelmus Posthumus (26 février 1880-18 avril 1960) est un historien néerlandais, particulièrement spécialisé en histoire économique.

## Biographie
Après avoir obtenu son doctorat en droit à l'université d'Amsterdam, il est nommé en 1913, lors de la création de l'École de commerce de Rotterdam, professeur d'histoire économique. Parallèlement, il devient en 1914 secrétaire du Nederlandsch Economisch-Historisch Archief (Archives économiques historiques néerlandaises) de La Haye. En 1922, il est recruté à la faculté des lettres de l'université d'Amsterdam, où il fonde en 1932 la Economisch Historische Bibliotheek (Bibliothèque économique historique). Ses recherches portent alors avant tout sur l'histoire des prix ; elles aboutiront, dans le cadre du Comité international d'histoire des prix, à la publication à partir de 1943 de sa monumentale Nederlandsche Prijsgeschiedenis (Histoire des prix aux Pays-Bas).
En 1935, pour protéger les archives du mouvement ouvrier allemand, menacées par les nazis, il fonde à Amsterdam, grâce au financement du mouvement social-démocrate néerlandais, l'Internationaal Instituut voor Sociale Geschiedenis, qui par la suite accueillera aussi des fonds sauvés d'Autriche et d'Espagne.
Chassé de son poste en 1942 par le gouvernement d'occupation, il le retrouve à la Libération, avant de le quitter en 1949 pour prendre la direction des éditions Brill.